# راندي غوردون
راندي غوردون (بالإنجليزية: Randy Gordon)‏ هو محامي وسياسي أمريكي، ولد في 29 يونيو 1953 في بروكلين في الولايات المتحدة. حزبياً، نشط في الحزب الديمقراطي.